# Behind a Mask

Behind a Mask or a Woman's Power (littéralement : « Derrière un masque, ou Le Pouvoir d'une femme ») est une nouvelle de la romancière américaine Louisa May Alcott (1832 † 1888) publiée en 1866.
L’action principale se déroule dans l’Angleterre du XIXe siècle. Le récit s’articule autour des manigances d’une jeune femme audacieuse méchante et sans scrupules, Mademoiselle Jean Muir, qui se fait engager comme simple gouvernante dans une famille de très riches aristocrates, les Coventry. Grâce à son charme, sa gentillesse, et son intelligence elle gagne les faveurs de tous, mais son comportement angélique cache une ambition dévorante qu’elle n’aura de cesse de satisfaire.